# Prix Clé de verre
Le prix Clé de Verre (suédois: Glasnyckeln) est un prix littéraire remis annuellement depuis 1992 à une œuvre de littérature policière (roman ou recueil de nouvelles) scandinave. Il est décerné par le 
Skandinaviska Kriminalsällskapet, association scandinave d'auteurs de littérature policière. 
Le prix tire son nom du roman La Clé de verre de Dashiell Hammet et la récompense prend la forme d'une véritable clé de verre, fabriquée dans le Småland.

## Palmarès
| Année | Auteur                            | Œuvre | Pays     |
| ----- | --------------------------------- | --- | -------- |
| 2024  | Christoffer Carlsson              | Levande och döda                                                                                               | Suède    |
| 2023  | Max Seeck                         | Kauna | Finlande |
| 2022  | Morten Hesseldahl                 | Mørket under isen                                                                                              | Danemark |
| 2021  | Tove Alsterdal                    | Stormfald | Suède    |
| 2020  | Camilla Grebe                     | Skuggjägaren (L'Archipel des larmes)                                                                           | Suède    |
| 2019  | Stina Jackson                     | Silvervägen | Suède    |
| 2018  | Camilla Grebe                     | Husdjuret (Le Journal de ma disparition)                                                                       | Suède    |
| 2017  | Malin Persson Giolito             | Störst av allt (Rien de plus grand)                                                                            | Suède    |
| 2016  | Ane Riel                          | Harpiks (Résine)                                                                                               | Danemark |
| 2015  | Thomas Rydahl                     | Eremitten (Dans l'île)                                                                                         | Danemark |
| 2014  | Gard Sveen                        | Den siste pilegrimen                                                                                           | Norvège  |
| 2013  | Jørn Lier Horst                   | Jakthundene (Les Chiens de chasse)                                                                             | Norvège  |
| 2012  | Erik Valeur                       | Den syvende barn                                                                                               | Danemark |
| 2011  | Leif G. W. Persson                | Den döende detektiven (L'Enquêteur agonisant)                                                                  | Suède    |
| 2010  | Jussi Adler-Olsen                 | Délivrance (Flaskepost fra P), publié en français chez Albin Michel.                                           | Danemark |
| 2009  | Johan Theorin                     | L'Écho des morts (Nattfåk), publié en français chez Albin Michel.                                              | Suède    |
| 2008  | Stieg Larsson                     | La Reine dans le palais des courants d'air (Luftslottet som sprängdes), publié en français chez Actes Sud.     | Suède    |
| 2007  | Matti Rönkä                       | Ystävät kaukana                                                                                                | Finlande |
| 2006  | Stieg Larsson                     | Les Hommes qui n'aimaient pas les femmes (Män som hatar kvinnor), publié en français chez Actes Sud.           | Suède    |
| 2005  | Anders Roslund et Börje Hellström | La Bête (Odjuret), publié en français chez les Presses de la Cité.                                             | Suède    |
| 2004  | Kurt Aust                         | Hjemsøkt | Norvège  |
| 2003  | Arnaldur Indriðason               | La Femme en vert (Grafarþögn), publié en français chez Points (Seuil).                                         | Islande  |
| 2002  | Arnaldur Indriðason               | La Cité des jarres (Mýrin), publié en français chez Points (Seuil).                                            | Islande  |
| 2001  | Karin Alvtegen                    | Recherchée (Saknad), publié en français chez Points (Seuil).                                                   | Suède    |
| 2000  | Håkan Nesser                      | Funestes carambolages (Carambole), publié en français chez Seuil.                                              | Suède    |
| 1999  | Leif Davidsen                     | La Photo de Lime (Limes billede), publié en français chez Folio (Gallimard).                                   | Danemark |
| 1998  | Jo Nesbø                          | L'Homme Chauve-Souris (Flaggermusmannen), publié en français chez Folio (Gallimard).                           | Norvège  |
| 1997  | Karin Fossum                      | Ne te retourne pas ! (Se deg ikke tilbake!), publié en français chez Points (Seuil).                           | Norvège  |
| 1996  | Fredrik Skagen                    | Nattsug | Norvège  |
| 1995  | Erik Otto Larsen                  | Masken i spejlet                                                                                               | Danemark |
| 1994  | Kim Småge                         | Sub Rosa (Sub Rosa)                                                                                            | Norvège  |
| 1993  | Peter Høeg                        | Smilla ou l'amour de la neige (Frøken Smillas fornemmelse for sne), publié en français chez Folio (Gallimard). | Danemark |
| 1992  | Henning Mankell                   | Meurtriers sans visage (Mördare utan ansikte), publié en français chez Points (Seuil).                         | Suède    |